# 5043 Zadornov
5043 Zadornov è un asteroide della fascia principale. Scoperto nel 1974, presenta un'orbita caratterizzata da un semiasse maggiore pari a 3,1117660 UA e da un'eccentricità di 0,1594966, inclinata di 1,86897° rispetto all'eclittica.